# Релігія в Білорусі
Станом на 1 вересня 2009 року в Республіці Білорусь було зареєстровано 3094 релігійні громади, які представляли 25 конфесій і релігійних напрямів. Крім того, існувало 158 релігійних організацій, що мали загальноконфесіональне значення (релігійні об'єднання, монастирі, місії, братства, сестринства, духовні навчальні заклади). Вірянами у 2011 р. назвали себе 58,9 % населення. Основними конфесіями є православ'я (80‒82 % серед осіб, що назвали себе віруючими) та католицизм (10‒12 %).

## Християнство

### Католицизм
Католицизм є другою за поширеністю конфесією у Білорусі. Основними регіонами розселення католиків є Гродненська область, західні райони Мінської та Вітебської областей, а також м. Мінськ. Римо-католицька церква у Білорусі складається з чотирьох єпархій, які складаються з 470 громад. За 1989—2009 рр. кількість римо-католицьких парафій зросла в 4 рази. У республіці діють 9 місій і 9 монастирів РКЦ. Католицьким громадам належать 451 костел, ще 35 будуються.
Особливістю католицької церкви у країні є значна присутність серед католицького кліру негромадян Білорусі. Так, серед 407 священнослужителів у 2009 р. налічувалось 168 іноземних громадян (переважно Польщі). Білоруських католицьких священнослужителів готують дві духовні семінарії РКЦ, а також відкритий катехитичний коледж для мирян.

### Православ'я
Білоруська православна церква (БПЦ) є найбільшою релігійною організацією у країні. БПЦ об'єднує 11 єпархій, 1498 православних парафій, 5 духовних навчальних закладів, 31 монастир, 14 братств, 9 сестринств. Діють 1274 православних храми, ще 152 будуються. За період з 1990 року БПЦ було передано понад 820 колишніх культових та інших споруд. У парафіях Білоруської православної церкви служать 1499 священнослужителів. Релігійну освіту надають п'ять духовних навчальних закладів, підпорядкованих БПЦ.

### Протестантизм
Протестантські релігійні організації представлені 996 релігійними громадами, 22 об'єднаннями, 22 місіями та 5 духовними навчальними закладами 14-ти напрямків. Найбільш численними серед протестантських напрямків є об'єднання християн віри євангельської (501 община), євангельських християн баптистів (271 громада), адвентистів сьомого дня (72 громади). Історично традиційним на території республіки є лютеранство, що налічує 27 громад. Протестантські громади, як правило, нечисленні (20-25 осіб), виключення становлять громади у великих населених пунктах.

### Старообрядництво
Станом на 2009 р. зареєстровано 32 релігійні громади старообрядців, у їх розпорядженні 27 культових будівель.

## Іслам
Існують 24 мусульманські релігійні громади сунітського напрямку та 1 шиїтського. Діють 6 мечетей, в 2008 році відновилися будівельні роботи на мечеті в м. Мінську.

## Юдаїзм
У 3 юдейських релігійних об'єднаннях налічується 46 громад, їм належать 7 культових споруд.